# Sagat
Sagat (サガット Sagatto) es un personaje de la serie de videojuegos de lucha Street Fighter que ha formado parte de la serie desde su primera entrega y se caracteriza por su enorme estatura y ser un experto en muay thai.

## Apariencia y diseño
Es considerado un «villano incomprendido» que aunque fue derrotado por Ryu sigue siendo un poderoso y sabio maestro.
Sagat mide 2,26 m de estatura aunque su ficha de personaje en Street Fighter II: The World Warrior originalmente reportaba una estatura ligeramente inferior. Esta estatura le da una buena ventaja en los ataques a larga distancia y lo convierte en un poderoso luchador. Sus manos son lo suficientemente grandes como para rodear la cabeza de muchos de sus oponentes. 
Su vestimenta consiste frecuentemente en un pantalón corto tradicional en la práctica del muay thai. Ha sido representado totalmente calvo con la excepción de una ilustración oficial en la cual aparece con la cabeza totalmente cubierta de pelo.
Sagat lleva un parche de color negro que cubre su ojo derecho que debido a limitaciones técnicas de las primeras versiones de Street Fighter parece cambiar de ojo cuando el personaje cambia de dirección. La cicatriz de su pecho es un recuerdo de la derrota frente a Ryu y se preocupa de ocultarla.
Entre las posibles fuentes de inspiración para Sagat se encuentran el personaje Reiba «el señor oscuro del Muay Thai» del manga Karate Baka Ichidai que tiene un aspecto físico muy similar, incluyendo una cabeza calva, alta estatura y un parche en el ojo, así como el luchador tailandés de muay thai Sagat Petchyindee.
De acuerdo con «Fishish» Hiroshi Matsumoto, cocreador de Street Fighter, el estilo de lucha de Sagat fue desarrollado a partir de películas de artes marciales como Kickboxer.[cita requerida]
En Street Fighter y Street Fighter II es representado con menos masa muscular que en juegos posteriores.

## Historia
Sagat, logró el título de «Emperador/Dios del Muay Thai» se convirtió en un héroe nacional en Tailandia. Su título atrae a una gran cantidad de retadores, entre ellos Gou Hibiki, con quien sostiene un combate que le costó el ojo derecho y causa la muerte de Gou, razón por la que Dan Hibiki jura vengarse de Sagat.

### Street Fighter I
Sagat organizó el primer World Warrior Tournament para demostrar que no era solo el luchador de muay thai más fuerte sino que también era el más fuerte de todas las disciplinas. En ese Torneo únicamente Ryu, un joven luchador fue capaz de alcanzar el último combate. Sagat derrota a Ryu y cuando se acerca para rematarlo este se recupera y ejecuta un Metsu Shoryuken que hiere a Sagat, dejando una gran cicatriz a lo largo de su pecho.

### Street Fighter Alpha
Adon, que había sido entrenado por Sagat, se burló de su maestro por su derrota frente a Ryu y lo retó a un combate para decidir quien sería «el Dios del Muay Thai». La rabia cegó a Sagat y fue derrotado por su alumno, aunque Adon pasó cuatro meses en el hospital como resultado del enfrentamiento.
Consumido por la rabia y el odio Sagat se unió a la organización criminal conocida como Shadaloo donde su poder le permitió convertirse en guardaespaldas de M. Bison, el líder de la organización. 
Durante su permanencia en Shadaloo, Sagat se reencuentra con Dan Hibiki quien busca venganza por la muerte de su padre a manos de Sagat. Entonces Sagat comprende que los verdaderos rivales no deben estar cegados por la ira y el odio y pierde a propósito el combate, aunque Dan no lo cree así, a fin de satisfacer el ánimo de venganza de su rival. 
M. Bison controla la mente de Ryu, convirtiéndolo en Evil Ryu y obliga a Sagat a enfrentarse con él en un combate de revancha. A pesar de que Sagat no quiere enfrentarse a Ryu, obedece a M. Bison. Durante el combate Ryu se libra del control mental y vence de nuevo a Sagat, quien comprende entonces que las rivalidades deben tener sus límites.

### Street Fighter II
El objetivo de Sagat para el segundo Torneo World Warrior es disputar un combate de revancha limpio frente a Ryu, pero sus esperanzas desaparecen cuando Ryu es eliminado de la competición antes de poder enfrentarse. Tras esto Sagat continúa entrenando su cuerpo y su mente confiando en poder convertirse en el mejor luchador del mundo antes de que sea demasiado viejo para ello.

### Street Fighter IV
Sagat busca la paz interior y el significado de la victoria, la derrota y el combate. Se encuentra nuevamente con Adon, perdiendo el combate con él, y vuelve a enfrentarse con Ryu, ganándole.

## Forma de juego
Sagat se controla de forma similar a Ryu y Ken en cuanto a los comandos para ejecutar sus movimientos especiales. Es un personaje con baja velocidad de movimiento, largo alcance, alta capacidad de infligir daño y cuenta con la posibilidad de lanzar proyectiles altos y bajos. Un ejemplo de ello es Capcom vs. SNK 2, donde los ataques normales de Sagat producen un alto daño en el rival, por lo que es uno de los personajes más fáciles de controlar. 
Entre sus técnicas distintivas se encuentran sus proyectiles «Tiger Shoot» altos y bajos; el «Tiger Uppercut», un movimiento similar al «Shoryuken» de Ryu y Ken; y el «Tiger Knee», un rodillazo ascendente de largo alcance.

## Actores de voz
Shinichiro Miki interpretó la voz de Sagat en los tres juegos de la serie Street Fighter Alpha mientras que en SVC Chaos: SNK vs. Capcom el responsable fue Kouji Suizu.

## Otros medios
En la película Street Fighter: La última batalla, Sagat es interpretado por Wes Studi. En la misma Sagat aparece representado como un jefe mafioso de los suburbios de Shadaloo City y como un pistolero bajo los mandos del loco dictador M. Bison. En la película y al contrario que sucede en los videojuegos el parche esta en su ojo izquierdo y el oponente de Sagat es Ken.
En el anime Street Fighter II-V su actor de voz fue Banjō Ginga.